# Ovis ammon polii
El argalí o carnero de Marco Polo (Ovis ammon polii) es una subespecie de Ovis ammon que habita en las montañas del Pamir; su área de distribución es Tayikistán, Kirguistán y China. La denominación de carnero de Marco Polo se debe a que este explorador fue el primer occidental en describirla, en 1273.

## Características
Es de gran tamaño, su pelaje va de un marrón rojizo a marrón oscuro, su pelo en el cuello es relativamente corto; tiene las caderas de color claro con manchas muy difusas. Su cola es relativamente larga. La capa es prácticamente uniforme con poca diferencia entre los flancos superiores e inferiores. Sus cuernos son grandes y poderosos con una sección triangular y forman una espiral a ambos lados de la cabeza. Miden entre 120 y 135 centímetros, y pesan entre 120 y 130 kilogramos.

## Historia natural
Viven en grandes rebaños en los que la superioridad de un macho respecto a otro por dominar el rebaño se dilucida en tremendos duelos, dichos duelos se realizan entre machos con su cuerna desarrollada en su totalidad. Se alimentan de pastos alpinos. Tienen una o dos crías después de unos 180 días de gestación.